# Mas Que Nada
Mas Que Nada − piosenka, którą w 1963 r. napisał i oryginalnie wykonywał Jorge Ben. W 1966 r. spopularyzował ją inny brazylijski artysta - Sérgio Mendes. Piosenka doczekała się licznych coverów. W Polsce stała się szczególnie znana dzięki nowemu nagraniu Sérgio Mendesa wraz z Black Eyed Peas w 2006 r. Poniższe zestawienia list przebojów dotyczą właśnie wersji z 2006 r.

## Miejsca
| Chart (2006)                             | Miejsca |
| ---------------------------------------- | ------- |
| Austrian Top 75                          | 8       |
| Dutch Top 40                             | 1       |
| French Top 100                           | 40      |
| Italian Top 50                           | 22      |
| Italian Digital Singles Chart            | 3       |
| Israeli Singles Chart                    | 2       |
| German Top 100                           | 9       |
| Swiss Top 100                            | 4       |
| UK Singles Chart                         | 6       |
| Peru Top 100                             | 30      |
| Hungary Top 40 (IFPI Mahasz Radio Chart) | 1       |
| Czech IFPI Chart                         | 6       |